# Sainte-Praxède
Sainte-Praxède är en kommun av typen socken (municipalité de paroisse) i provinsen Québec i Kanada. Den ligger i regionen Chaudière-Appalaches, i den sydöstra delen av landet, 300 km öster om huvudstaden Ottawa. Antalet invånare var 351 vid folkräkningen 2021. Landarean är 136 kvadratkilometer.